# БКМ-321
БКМ-321 (також відомий, як АКСМ-321 та Белкомунмаш-321) — 11,7-метровий низькопідлоговий тролейбус, що випускається на заводі УП «Белкомунмаш» у Мінську з 2001 року. Станом на березень 2019 року випущено 2274 екземплярів даного тролейбуса, враховуючи модифікації та модернізації моделі. Тролейбуси моделі 321 експлуатуються у Білорусі (1122 шт.), Росії (619 шт.), Киргизії (36 шт.), Латвії (1 шт., до 2011 р.), Молдові (270 шт.), Сербії (Белград, 93 шт.) та Україні (123 шт.).

## Історія і модифікації
Перші екземпляри АКСМ-321 виготовлено у 2000 році, один з найперших виготовлених АКСМ-321 досі працює у місті Рига, Латвія. Серійний випуск розпочався у 2002 році. Разом з АКСМ-321 випускається і його зчленова версія, тролейбус моделі БКМ-333 (АКСМ-333), що також є повністю низькопідлоговим. З 2008 року виготовляється з оновленим зовнішнім виглядом (замість старих одинарних фар прямокутної форми почали ставити гарніші фари руденського виробництва), а сам оновлений тролейбус назвали «Сябар».
Тролейбуси теперішніх років випуску переважно випускаються з системою керування на IGBT транзисторах, і з кондиціонером, в основному лише для водія, можливе і встановлення його у салоні, і звичайно з оновленим зовнішнім виглядом. Нові екземпляри мають функцію автономного ходу на конденсаторних батареях. За час виробництва покращена якість продукції, і сам тролейбус АКСМ-321 вийшов досить непоганим (хоча деякі дрібні недоліки усе ж існують).
Тролейбус АКСМ-321 має декілька модифікацій.
- АКСМ 321.(00) — базова модель.
- АКСМ 321.00С — нова модель з сербським електрообладнанням, поставляються у Белград (Белградський тролейбус), з 2010 року. Вони мають двигун Skoda.
- АКСМ 321.00А — модифікація з IGBT-транзисторною системою керування та двигуном АНТ-155 могилівського виробництва.
- АКСМ 32102 — з тиристорно-імпульсною системою керування виробництва УП «Белкоммунмаш», та двигуном постійного струму.
- АКСМ 32104 — відмінність полягає у системі керування ТЕД на базі IGBT транзисторів, такий екземпляр випущено лише 1.
- Розроблено спеціальну Московську комплектацію зі зменшеною кабіною водія, і обидві стулки передніх дверей ведуть до салону.

Тролейбус може мати різну комплектацію, наприклад обладнуватися різними тяговими електродвигунами , різними системами керування (ТІСУ або IGBT-ТРСУ), та різними мостами (ZF Passau або Raba).
У 2010 році між українською корпорацією «Еталон» і Белкоммунмашем був підписаний договір про випуск тролейбусів моделей АКСМ-321 в Чернігові, на потужностях Чернігівського автозаводу. Перший тролейбус Еталон-БКМ 321 в Чернігові зібрали навесні 2011 року Наприкінці 2011 року був освоєний випуск тролейбусів з електрообладнанням АРС-ТЕРМ і Чергос для російських замовників. Всього виготовлено 3 тролейбуси Еталон-БКМ 321.

## Загальний опис
Тролейбус БКМ-321 (згідно з заводським кодом АКСМ-321, надалі так його і називатимемо) — двовісний низькопідлоговий тролейбус великої місткості, що призначений для праці у містах. АКСМ-321 тролейбус доволі крупний — довжина його становить 11,7 м, а ширина традиційні 2,5 м. Кузов тролейбуса має несну конструкцію, головним несним якого є жорсткий сталевий каркас, на який кріпляться усі вузли та агрегати, АКСМ-321 має тримальний кузов, однак він не є повністю безрамним, наявна і просторова рама-ферма, що виконує функцію основи та зміцнення усієї конструкції.
Обшивка даху та боковин виконується з листів високоміцної оцинкованої сталі, а обшивка передка та задка виконується зі склолпастикових панелей. Кузов обробленим лакофарбовим покривом, що захищає його від найлютішого ворога сталі — корозії; труби каркаса, обшивка кузова, днище кузова, поверхні рами-ферми, мости та деякі інші елементи оброблено антикорозійними емалями французької фірми R-M. Кузов також покривається фосфатною фарбою, що захищає кузов від корозії, кузов має ресурс роботи не менше 10 років.
Передок тролейбуса, а саме його обшивка виконується зі склопластикової панелі. Бампер тролейбуса виконано зі сталі, і він облицьований склопластиковою оболонкою; бампер складається з 3 частинок. У тролейбуса бувають різні фари, це залежить від років випуску: «до-Сябаровські» фари були прямокутними та одинарними, з 2008 року у тролейбуса нові, набагато красивіші фари, що зроблені у місті Руденськ, Мінська область. Також у 2007 році було випущено кілька екземплярів з іще іншою світлотехнікою (з округлими фарами малого розміру, «очками»), проте надалі машини з такими фарами вже не випускали.
Лобове скло тролейбуса АКСМ-321 панорамного типу, склоочисники тролейбуса горизонтального типу (встановлені один під одним), і приводяться у дію від одного електричного двигуна; склоочисники тролейбуса є двошвидкісними. У тролейбуса також наявні склоомивачі, доступна функція миття лобового скла від бруду за допомогою піномиючої рідини, що знаходиться у бачку у передній частині тролейбуса. Лобове скло тролейбуса — звичайно триплекс, та являє собою два шари скла, між якими знаходиться тонкий прозорий шар пластику, ці частини скла склеєні між собою. Перевага триплекса у тому, що при пошкодженні триплекс лише тріскається, а не розсипається, і уламки утримуються вкупі, розбите скло не утворює гострих уламків, які не можуть нікого травмувати.
У передній частині тролейбуса розташовується висувний капот, двигуна за ним там, звичайно немає (він розташований у тролейбуса у задньому звисі), це службовий відсік. У АКСМ-321 наявні електронні рейсовказівники, один з яких розміщується над лобовим склом; рейсовказівники у тролейбусів електронні, «Інтеграл» або «МЕМЗ», їх у тролейбуса 3: один зпереду, один ззаду і ще один у правій боковині. Бокові дзеркала заднього виду виконано сферичного типу, вони обладнані антибліковим покриттям та електропідігрівом, у деяких екземплярів АКСМ-321 їх виконано «вухами».
[[Файл:Tram minsk.jpg|міні|ліворуч|250пкс|АКСМ-321 [[Мінський тролейбус|(№ 2152) на маршруті на № 3 у Мінську]]

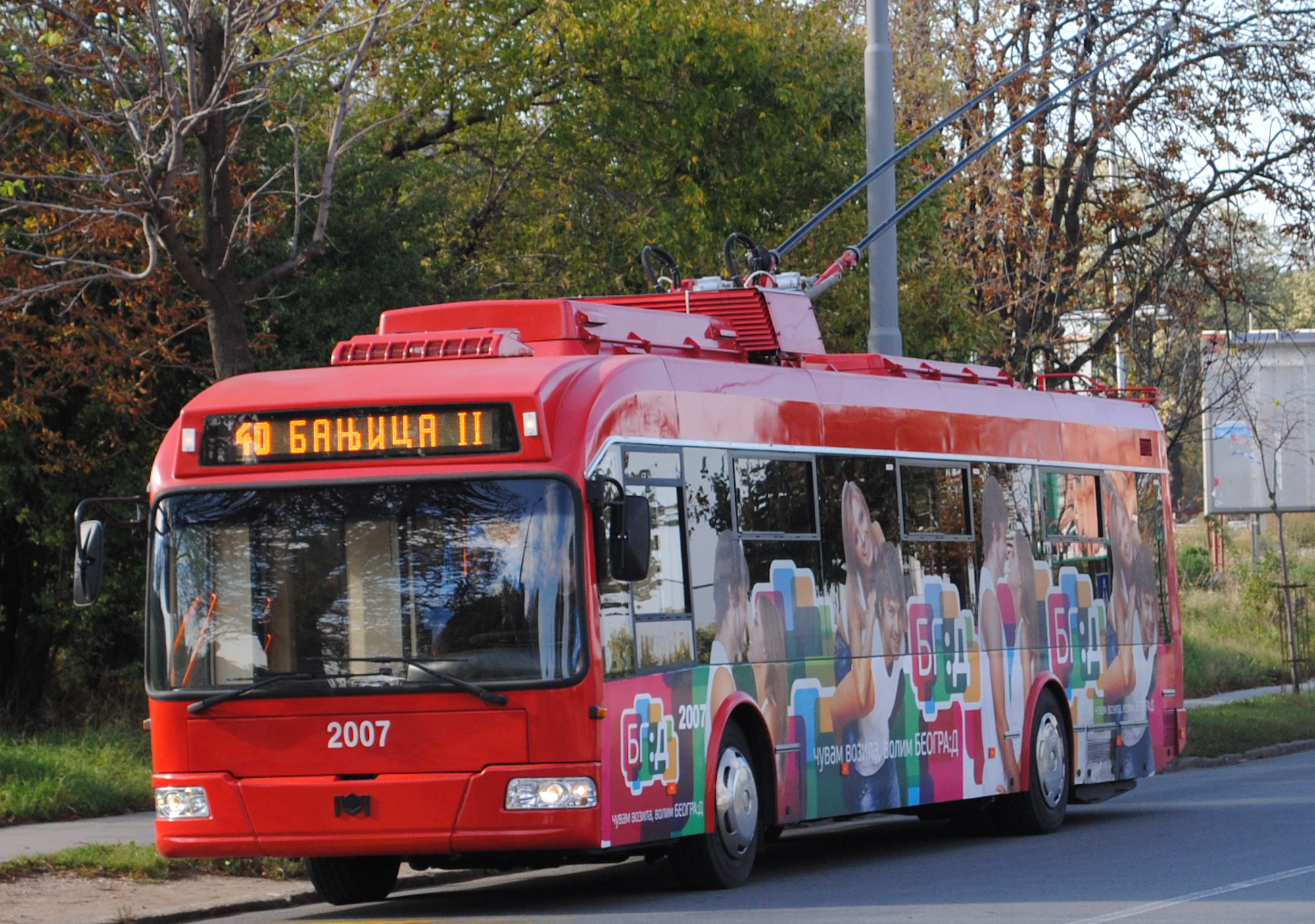
Модернізований АКСМ-321 (№ 2007) у Белграді

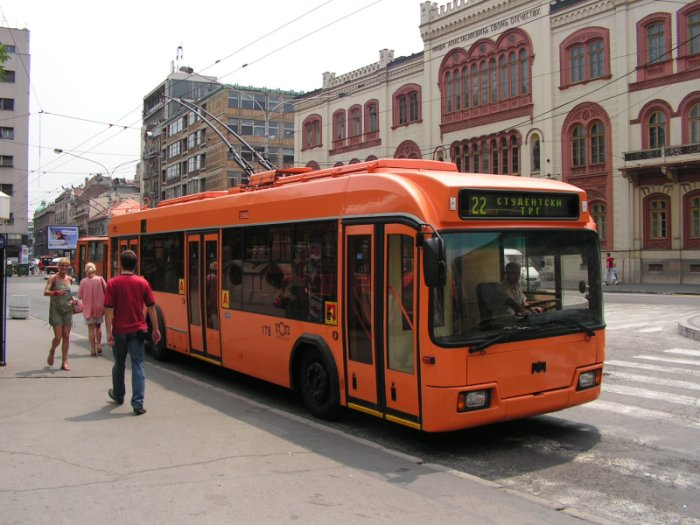
АКСМ-32104 (№ 178) у Белграді

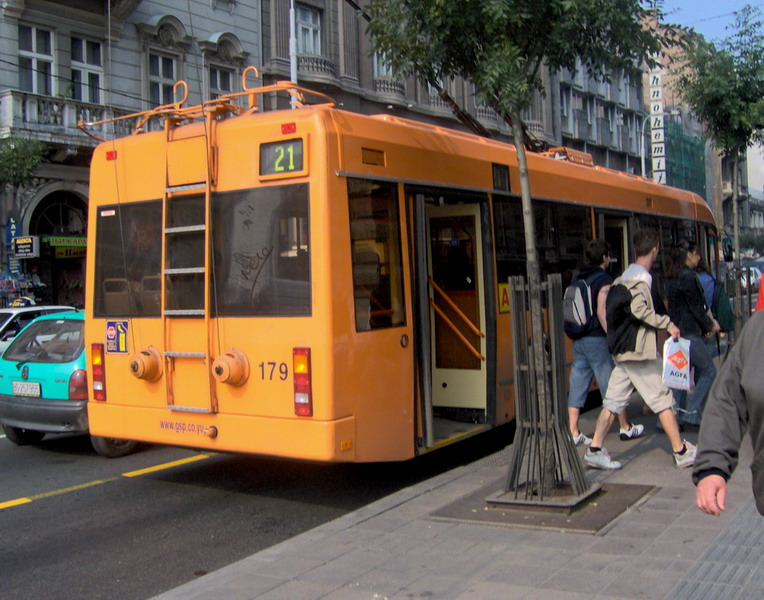
АКСМ-32104 (№ 179) у Белграді (вигляд ззаду)

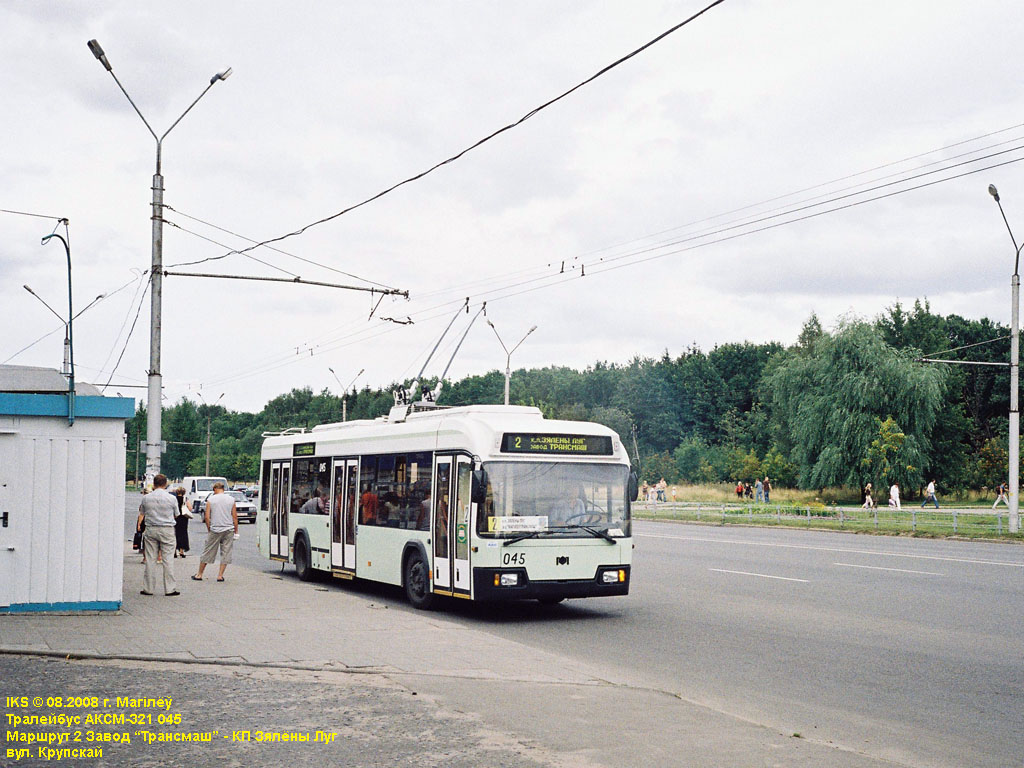
АКСМ-321 № 045 у Могильові

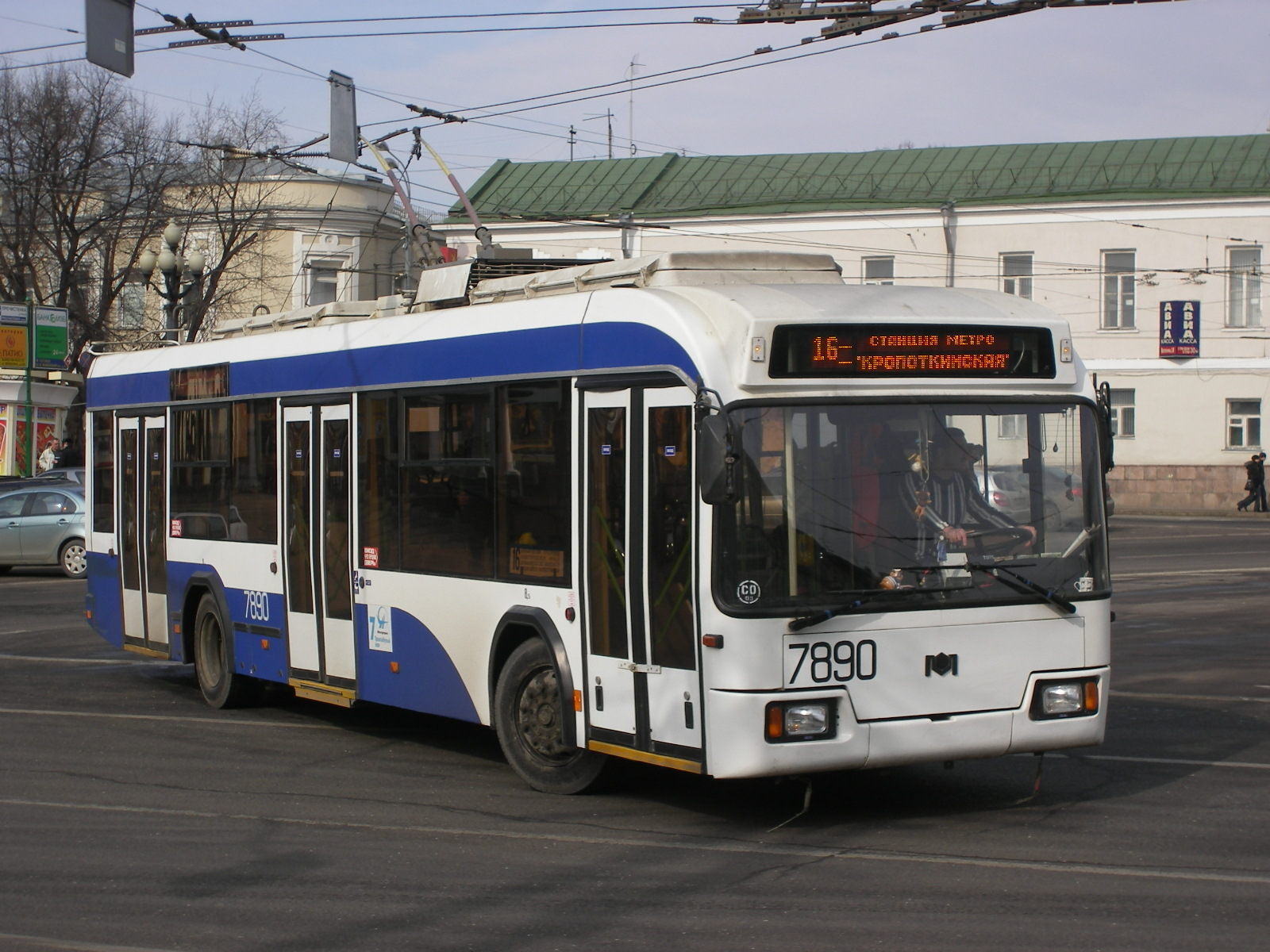
АКСМ-321 (№ 7890) на маршруті № 16 у Москві

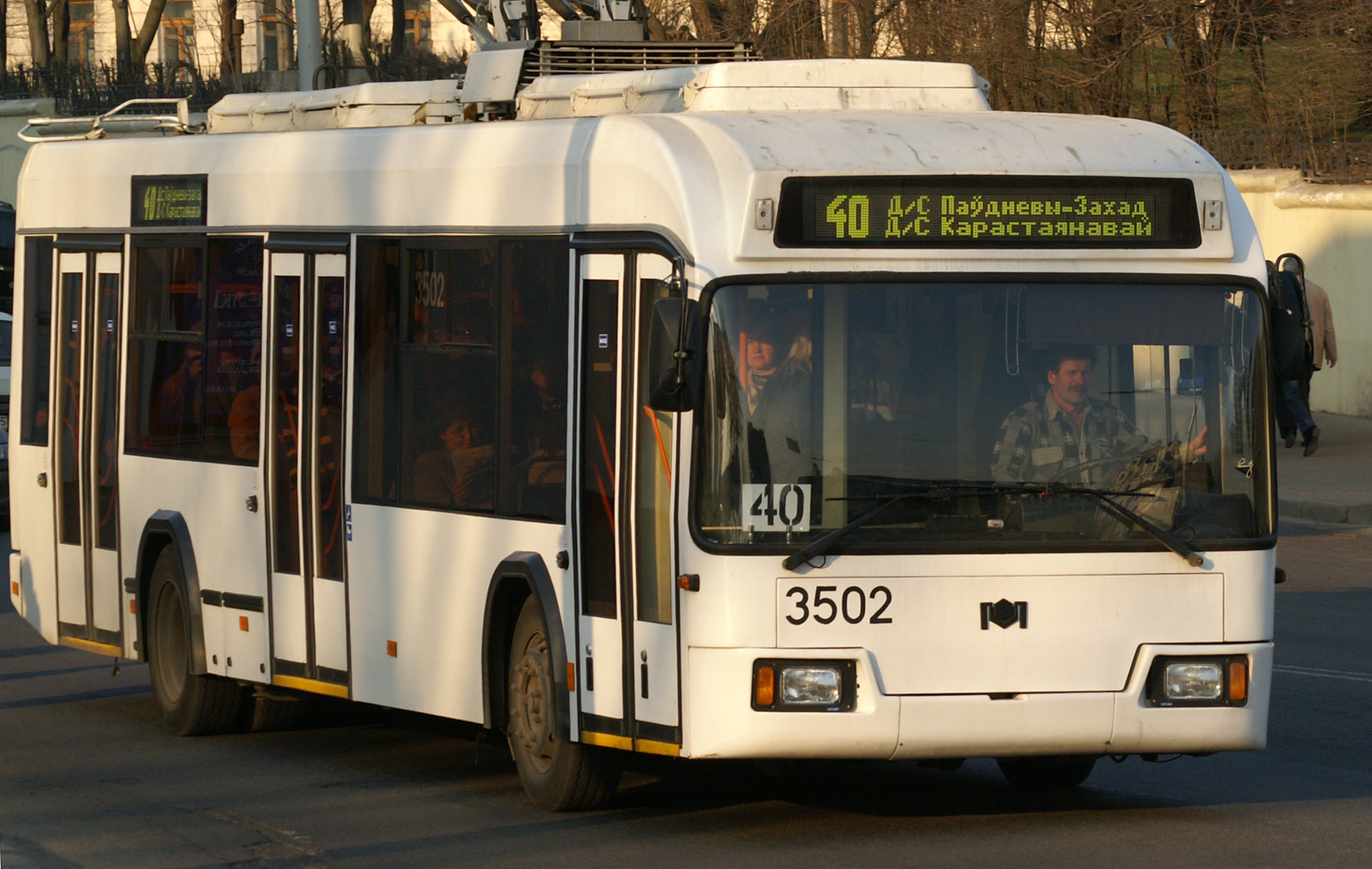
АКСМ-321 (№ 3502) на маршруті № 40 у Мінську

Моторний відсік тролейбуса розміщений у його задньому звісі з лівого боку, тяговий електродвигун розташовано під підлогою салону; у тролейбуса немає шахти моторного відсіку, як, наприклад, у ЛАЗ Е183 або у Solaris Trollino 12, що забирає зайве місце, однак невеликий підйом у цьому місці наявний. АКСМ-321 може комплектуватися різними електродвигунами: ДК-211БМ російського виробництва, постійного струму (потужністю 170 кіловат), або асинхронним чеським Skoda (потужністю 185 кВт), тролейбус моделі 321.00А оснащений асинхронним ТЕД білоруського виробництва АНТ-155 (потужністю 185 кВт).
Як і у випадку з різними ТЕД (тяговими двигунами), тролейбус може обладнуватися різними системами керування тяговим електродвигуном: АКСМ-321 обладнуються тиристорно-імпульсною або транзисторною системою керування. Тиристорно-імпульсна система керування (надалі ТІСУ) — працює за принципом пропускання через ТЕД порцій електричного струму (імпульсів) із заданою частотою; якщо необхідно збільшити крутний момент — імпульси струму стають частішими та довшими у часі, якщо необхідно зменшити — вони стають рідшими та коротшими у часі. Генератор імпульсів формує їх послідовність, а контролер керує послідовністю імпульсів у залежності від вимог водія електротранспорту, для комутації застосовуються сильнострумові тиристори. Перевагою ТІСУ над РКСУ є безступінчата зміна сили струму, що проходить через обмотки тягового електродвигуна, що надає можливість плавного розгону та гальмування тролейбуса, а також надійність та економія електроенергії на щонайменше 20—25 %, порівняно з РКСУ.
АКСМ-321 може комплектуватися системою керування на IGBT-транзисторах. Система керування на базі IGBT-транзисторів, або IGBT-транзисторна СУ працює по принципу зміни частоти струму, що проходить через обмотки електродвигуна, що веде до зміни швидкості обертання ротора. Аби перетворити постійний струм з контактної мережі у перемінний, необхідний пристрій, що зветься IGBT-інвертором. Відповідно команди інвертору віддаються спеціальним мікропроцесорним блоком, що керується командами водія, який визначає, що необхідно від транспортного засобу. IGBT-транзисторна система керування є ще більш економічною від ТІСУ, і економить в середньому на 40 % електроенергії порівняно з реостатно-контакторною системою керування ТЕД. До того ж, тут реалізується повернення електроенергії під час гальмування у контактну мережу, у вигляді електричного струму — рекуперація. Більша частина електрообладнання тролейбуса винесена на дах, поміщена у контейнери та щільно загерметизована. Транзисторна система керування виготовлена або заводом Белкоммунмаш, або німецькою фірмою Vossloh Kiepe.
Тролейбус обладнано пневматичною системою штанговловлювання, що забезпечує дистанційне знімання штанг з дротів контактної мережі, надалі струмоприймачі фіксуються уздовж осі тролейбуса. Окрім цього, тролейбус обладнаний двома бобинами, прикріпленими до задньої панелі та барабанами всередині них, на які намотуються канати для звичайного знімання штанг з контактної мережі. Задня панель, як і передок виконана зі склопластику, бампер сталевий зі склопластиковим личкуванням.
АКСМ-321 є двовісною машиною, ведучим колесами є задні — крутний момент, що створюється тяговим електродвигуном передається на задні колеса по карданній передачі; передні колеса мають односкатне ошинування, задні колеса — двохскатне. На колеса можуть встановлюватися декоративні колісні ковпаки, деякі тролейбуси їздять з ними, у основному це нові екземпляри. Головна передача, точніше це зубчатий механізм, що слугує для передачі крутного моменту від карданного валу до ведучих коліс — гіпоїдна (різновид конічної зубчатної передачі, зубчате колесо по формі дещо нагадує зрізаний конус, звідки і назва). Бортові передачі — циліндричні косозубі (як розуміти — дуже просто зубчате колесо має форму циліндра, а зубці зубчатого колеса розміщені не прямо, як це у прямозубих, а під кутом). Мости тролейбуса виконано зарубіжними європейськими фірмами: передня керована вісь у тролейбуса німецького виробництва ZF Passau, або угорського Raba; так само і задній ведучий міст ZF Passau або Raba.
Для живлення низьковольтних ланцюгів тролейбуса застосовується статичний перетворювач, що перетворює вхідну напругу у 550 Вольт у 28 Вольт; для живлення низьковольтних ланцюгів також застосовуються 12-вольтні акумуляторні батареї. У нових екземплярів можливе встановлення конденсаторних батарей для автономного ходу.
Компресорний агрегат тролейбуса АКСМ-321 слугує для нагнітання повітря до пневмосистеми тролейбуса: пневмогальм, пневмопідвіски, системи відкриття дверей. У АКСМ-321 компресор німецький — Varis, поршневий, приводиться у дію від 3-кіловатного електродвигуна.
Тролейбус АКСМ-321 обладнано пневматичною підвіскою, передня  підвіска тролейбуса, двохбалонна, є залежною пневматичною: колеса жорстко зв'язані і паралельні відносно одне одного; задня підвіска є залежною пневматичною: тут колеса жорстко зв'язані і паралельні відносно одне одного (не враховуючи колісний розвал). Пружні елементи підвіски — пневматичні балони, окрім функції забезпечення м'якості ходу надають можливість тролейбусові присісти на зупинках на праві півосі, ще знижуючи рівень підлоги на декілька сантиметрів; так, на замовлення АКСМ-321 може обладнуватися системою кнілінгу (нахилу) кузова.
Гальмівна система тролейбуса, як і багатьох інших, є двоступінчастою: спочатку у дію вступає електричне гальмо, коли електродвигун працює у генераторному режимі, виробляючи електроенергію для нагріву спеціальних гальмівних резисторів, гальмівне зусилля залежить від зміни опору, а догальмовується вже пневматичним гальмом. Пневматична гальмівна система тролейбуса двоконтурна, гальмівні механізми передніх коліс є дисковими — відкритий гальмівний механізм (гальмівний диск), встановлений на маточині колеса, до якого притискається гальмівна колодка ззовні, або барабанні закритого типу; гальмівні механізми виготовлено Raba або ZF Passau. Гальмівні механізми ведучого моста барабанного типу (закритого типу, гальмівна колодка притискається до барабану зсередини), також або Raba, або ZF Passau. Крім цього, тролейбус обладнано антиблокувальною системою ABS.
До салону тролейбуса ведуть три двері поворотно-зсувного типу, що мають систему протизатиску пасажирів, а також систему блокування руху з відчиненими дверима (щоправда, ця функція доволі часто вимикається у депо). Двері тролейбуса — малошумні, усі є двостулковими, передня половинка передніх дверей виділена для входу та виходу водія з/до кабіни, вона відкривається автономно, привод відкриття дверей — пневматичний. Тролейбус має низький рівень підлоги при усіх входах, а висота підлоги становить 36 сантиметрів над поверхнею, низька підлога є плюсом для тролейбуса, оскільки низькопідлогова техніка є зручною для пасажирів, особливо для людей похилого віку та малих дітей. Передбачене також встановлення відкидної апарелі при вході до середніх дверей, що слугує для підйому у салон пасажирів у інвалідних візках; низький рівень підлоги, навіть без апарелі є зручним для перевезення дитячих візків та інших габаритних предметів. АКСМ-321 може обладнуватися системою кнілінгу, і «присідаючи» на праві півосі понижувати рівень підлоги на 9 сантиметрів, що покращує зручність входу у тролейбус.
У АКСМ-321 сучасний та вельми непоганий салон, що виконаний у сіро-білих кольорах, а відсутність сходинок, велика площа скління та низький рівень підлоги покращують рівень комфорту для пасажирів. Підлога салону виконується з бакелізованої фанери товщиною 12 міліметрів, що кріпиться до основи кузова (рами-ферми); потім застеляється зносостійким килимом з неслизького лінолеуму; обшивка бортів та стелі виконується з пластику сірого та білого кольорів. Поручні тролейбуса з тонкої сталевої труби, пофарбовані полімерною фарбою, що покращує їх стійкість до корозії; поручні є стійкими проти фізичної сили та сонячного світла; поручні знизу кріпляться до підлоги салону, зверху — до стелі; вертикальні поручні можуть оснащуватися кнопками виклику до кабіни водія з метою зупинки тролейбуса на вимогу. Вертикальні поручні з'єднано з горизонтальними за допомогою дюралюмінієвих кронштейнів, а пізніше закріплюються за допомогою гвинтів; горизонтальні поручні можуть бути обладнані шкіряними ручками для більшої зручності.
Сидіння тролейбуса виконуються роздільного типу, та мають м'яку обшивку: у сидінь повністю обшито спинку та подушку м'якою синтетичною тканиною, що зроблена з тривкого та легко відчищуваного матеріалу, сидіння тролейбуса достатньо комфортні, на спиці сидінь часто виведено емблему виробника — «Белкоммунмаш». Усього у салоні розміщується 26 сидінь, повна місткість тролейбуса становить 115 чоловік. Система вентиляції салону представлена великими зсувними кватирками, єдиний суттєвий недолік — відсутність дахових люків через розміщення електрообладнання, через у тролейбусі доволі спекотно влітку. А от у найновіших моделей можливе встановлення кондиціонера, хоча в основному лише для водія, на замовлення можливе і встановлення кондиціонера для пасажирського салону. Система опалення у пасажирському салоні представлена 4 електрокалориферами, з двома режимами обігріву і потужністю 4 кіловати кожен, один калорифер міститься у кабіні водія, він дещо потужніший та має потужність у 6 кВт. Тут не забуто і про пожежну безпеку: у салоні наявний один вогнегасник ємністю 2 літри, у кабіні наявний ще один, місткіший.
Кабіна водія тролейбуса відгороджена суцільною перегородкою від салону, у переважної більшості екземплярів для водія віддано одну стулку передніх дверей, у спеціально розробленої «московської» комплектації кабіна також закрита, однак урізана, і дві стулки передніх дверей відкриваються окремо. Як би не було, а кабіна водія у АКСМ-321 доволі простора. Приладова панель тролейбуса зроблена у вигляді напівкруга, що надає водієві швидкий доступ до усіх необхідних клавіш та важелів, торпеда виготовлена зі склопластику та пофарбована темно-сірим, або чорним кольором. Посередині приладової панелі розміщено блок з показниковими приладами: посередині панелі розміщено великий округлий спідометр (німецького виробництва, VDO, якщо точно), оцифрований до 120 км/год, та має електронний одометр, зліва та справа від спідометра розміщуються манометри та показник бортової напруги. Справа та зліва від показникових приладів розміщено клавіші відкриття та закриття дверей, увімкнення аварійної сигналізації, керування напрямом руху тролейбуса (а він може здавати назад за потреби); зліва від водія розміщується додаткова бокова панель, на якій розміщується важіль ручного гальма, схожий на джойстик, керування системою штанговловлювання та інші органи керування, на лівій частині приладової панелі розміщено клавіші керування увімкнення опалення та вентиляції, внутрішньої та зовнішньої світлотехніки.
Крісло водія зроблено м'яким та комфортним, воно влаштовано на пневмопідвісці та може регулюватися по висоті та глибині відповідно до фізичних параметрів водія тролейбуса. Кермовий механізм оснащено гідропідсилювачем, що значно полегшує роботу водія, наявні також два підкермові важелі: лівий відповідає за увімкнення показу поворотів, за звуковий сигнал та за функцію «мигнути фарами»; правий важіль відповідає за звуковий сигнал, а також за увімкнення склоочисників. Панорамне лобове скло надає водієві високий рівень контролю за ситуацією на дорозі, а великі склоочисники очищують великий відсоток поверхні лобового скла від бруду та опадів. Система вентиляції у кабіні представлена вентилятором, зсувною кватиркою, у багатьох АКСМ-321 з 2008 року встановлюється кондиціонер для водія. Система опалення представлена одним електрокалорифером, що має три режими обігріву та потужність у 6 кіловат та виводом обдуву, що унеможливлює запотівання та обмерзання лобового скла. Педалі розміщуються справа та зліва від кермової колонки — акселератор справа, а гальмо — зліва. У кабіні водія наявний вогнегасник місткістю 10 літрів.

## Характеристика
Плюси моделі:
- повністю низький рівень підлоги у всьому салоні
- застосування системи керування тяговим електродвигуном на базі IGBT транзисторів або ж ТІСУ, що зменшують споживання тролейбусом електроенергії на 35-42% порівняно з застарілими реостатно-контакторними системами керування;
- застосування сучасних європейських компонентів;
- простора кабіна водія, а також наявність індикаторів, що допоможуть визначити причину несправності тролейбуса;
- тоновані склопакети і широкі зсувні кватирки для вентиляції, зокрема у нових моделей можливе і встановлення кондиціонера;
- відсутність великої моторної шахти у задньому звисі;
- електронні маршрутовказівники;
- широкий вибір додаткових опцій, наприклад, кондиціонер для водія, речовий автоінформатор, можливість автономного ходу.

Мінуси:
- відсутність дахових люків через розміщення електрообладнання на даху тролейбуса, через це у АКСМ-321 доволі спекотно влітку;
- поламки електроніки виробництва «Белкомунмаш»
- не висока якість виготовлення та матеріалів, через це тролейбуси служать практично «по строку», тобто не набагато більше, аніж 10 років.
- гучна робота компресора.

## Технічні характеристики

### Кузов
| Тип кузова                                                           | тримальний, вагонного компонування |
| Ресурс кузова, роки, не менше                                        | 10 |
| Габаритні розміри, мм                                                | |
| Довжина, мм:                                                         | |
| — кузова, мм                                                         | 11755 |
| — з опущеними струмоприймачами, мм                                   | 12277 |
| — на яку виступають струмоприймачі за габарити, мм                   | 522 |
| Ширина, мм                                                           | |
| — кузова, мм                                                         | 2500 |
| — враховуючи дзеркала заднього виду, мм                              | 2900 |
| Висота, мм                                                           | |
| — кузова, мм                                                         | 2861 |
| — разом з електрообладнанням, мм                                     | 3666 |
| Колісна база, мм                                                     | 5900 |
| Передній звис, мм                                                    | 2390 |
| Задній звис, мм                                                      | 3465 |
| Колія, мм                                                            | |
| — передніх коліс, мм                                                 | 2096 |
| — задніх коліс, мм                                                   | 1898 |
| Кліренс, мм                                                          | 135 |
| Маса, кг                                                             | |
| —споряджена, кг                                                      | 11100—11400 |
| —повна, кг                                                           | 18000 |
| Салон:                                                               | |
| Формула дверей                                                       | 2—2—2 |
| Кількість дверей:                                                    | 3 |
| Висота підлоги, см                                                   | 36 |
| Сидячих місць, штук                                                  | 26 |
| Стоячих місць, штук                                                  | 89 |
| Загальна пасажиромісткість, чол                                      | 115 |
| Вентиляція (салон)                                                   | через зсувні кватирки |
| Характеристики опалення у салоні                                     | 4 калорифери по 4 кіловат кожен, з двома режимами обігріву |
| Бокові вікна                                                         | тоновані склопакети, триплекс, товщиною 5 міліметрів |
| Вогнегасник (салон)/ місткість, л                                    | 1/, 2 літри |
| Місце водія                                                          | |
| Кермова система                                                      | з гідропідсилювачем |
| Вітрове скло                                                         | панорамне, триплекс |
| Склоочисники:                                                        | 2, двошвидкісних приводом від одного електродвигуна |
| Вентиляція (кабіна водія)                                            | одна кватирка, вентилятор на два режими швидкості |
| Кондиціонер для водія                                                | опція |
| Опалення (кабіна водія)                                              | один калорифер потужністю 6 кіловат з трьома режимами обігріву |
| Обладнання кабіни                                                    | вішалка, сонцезахисні шторки, є спеціальне місце для аптечки |
| Вогнегасник/місткість, літри                                         | 1 / ємністю 10 літрів |
| Електрообладнання                                                    | |
| Тяговий електродвигун                                                | 1) постійного струму ДК-211БМ (виробництва заводу «Динамо», Москва) 2) змінного струму (асинхронний) Skoda 8ML 3550 K/4 (виробництва Skoda Electric, Чехія) 3) змінного струму (асинхронний) АНТ-155 (Могильовського виробництва) |
| Потужність, кіловат                                                  | |
| — ДК-211БМ                                                           | 170 |
| — Skoda 8ML 3550 K/4                                                 | 185 |
| — АНТ-155                                                            | 185 |
| Система керування ТЕД                                                | Тиристорно-імпульсна виробництва заводу «Белкоммунмаш» IGBT-транзисторна виробництва заводу «Белкоммунмаш» IGBT-транзисторна виробництва Kiepe Electric (Німеччина)                                                               |
| Робоча напруга на струмоприймачах, Вольт                             | 550—600 |
| Бортова напруга, Вольт                                               | 28 |
| Система штанговловлювання                                            | з пневмоприводом, що забезпечує автоспускання штанг при їх зриванні з контактної мережі |
| Мости і підвіска                                                     | |
| Передній міст                                                        | керований Raba/ZF Passau |
| Задній міст                                                          | ведучий Raba/ZF Passau |
| Колісна формула                                                      | 4×2 |
| Передня підвіска                                                     | залежна пневмоважільна, двобалонна |
| Задня підвіска                                                       | залежна пневмоважільна |
| Кнілінг кузова / на, см                                              | опція / 9 см |
| Головна передача                                                     | гіпоїдна |
| Бортові передачі                                                     | циліндричні косозубі |
| Гальмівна система                                                    | |
| Гальмівна система                                                    | електродинамічна/пневматична двоконтурна |
| Гальмівні механізми переднього моста                                 | дискові/барабанні ZF Passau/Raba |
| Гальмівні механізми заднього моста                                   | дискові/барабанні ZF Passau/Raba |
| ABS                                                                  | + |
| Швидкісні характеристики                                             | |
| Розгін 0—50 км/год з повною конструктивною масою, не більш ніж, сек  | 26 |
| Максимальна постійна швидкість з повною конструктивною масою, км/год | 60 |

## Цікаві факти
- Тролейбус АКСМ-321 (БКМ-321, Белкомунмаш-321) отримав прізвисько «БЕЛка», через назву виробника «Белкоммунмаш», російське «бєлка» білоруською буде «ваве́рка», українською — «ви́вірка».